# För några få dollar mer
För några få dollar mer (italienska: Per qualche dollaro in più) är en spaghetti-western från 1965, regisserad av Sergio Leone och med Clint Eastwood, Lee Van Cleef och Gian Maria Volontè i huvudrollerna. Klaus Kinski spelar en biroll som puckelryggig skurk. Filmen hade premiär 18 september 1965 i Italien och 10 maj 1967 i USA. I Sverige premiärvisades filmen 17 november 1966. Filmen är den andra delen i den löst sammanhängande Dollartrilogin.

## Handling
"Mannen utan namn" (Eastwood) och överste Mortimer (Van Cleef) går samman i jakten på en bandit, men av olika skäl. Denne bandit, den psykotiske El Indio, spelas av Gian Maria Volante (som för övrigt spelade Ramón Rojo i För en handfull dollar). Karaktären är här något mer utvecklad och har mer djup.
Manco, som Eastwoods karaktär kallas, går med i El Indios gäng inför ett planerat rån mot banken i El Paso. Efter många turer nedkämpas gänget och det avslöjas att Mortimers främsta skäl att döda El Indio är att denne våldtagit hans syster, vilken därefter tagit sitt liv. Överste Mortimer är en vida mer sympatisk person än den iskalle Angel Eyes som Van Cleef kom att spela i Den gode, den onde, den fule.

## Om filmen
För några få dollar mer är regisserad av Sergio Leone. Filmen utgör mittendelen av en löst hållen trilogi, där För en handfull dollar är den första och Den gode, den onde, den fule utgör den tredje och avslutande delen. Filmen har plats 121 på IMDb:s lista över världens 250 bästa filmer.

## Rollista (i urval)
- Clint Eastwood – Manco
- Lee Van Cleef – överste Douglas Mortimer
- Gian Maria Volontè – "El Indio"
- Mara Krupp – Mary
- Luigi Pistilli  Groggy
- Klaus Kinski – Juan Wild (puckelryggen)